# Kawthoolei Army
Unter der Kawthoolei Army (KTLA) versteht man eine bewaffnete, ethnische Organisation (englisch: Ethnical Armed Organisation, EAO) der Minderheit der Karen in Myanmar. Kawthoolei ist der Name eines unabhängigen Karen-Staates, den Separatisten in Myanmar anstreben.

## Geschichte
Die KTLA wurde am 16. Juli 2022 von Brigade-General Nerdah Bo Mya, dem zweitältesten Sohn von Bo Mya, gegründet. Nerdah Bo Mya war zuvor von der Führung der Karen National Union (KNU) von seinem Posten als Kommandant der Karen National Defense Organization (KNDO) abgelöst worden. Die Führung der KNU hatte Nerdah Bo Mya vorgeworfen, Kriegsverbrechen von Mitgliedern seiner Streitkräfte geduldet und verdeckt zu haben. Primär ging es um die Ermordung von 25 Zivilisten durch Truppen der KNDO. Nerdah Bo Mya gab an, bei den Ermordeten habe es sich nicht um zivile Mitarbeiter eines Bauunternehmens gehandelt, die eine Brücke reparieren sollten, sondern um zivil getarnte Mitarbeiter eines Geheimdienstes oder einer bewaffneten Organisation der Zentralregierung. Nach der Entlassung von Nerdah Bo Mya liefen Mitglieder der KNDO und der Karen National Liberation Army (KNLA) zur KTLA über. Auch Mitglieder der 5. Brigade der Democratic Karen Buddhist Army (DKBA-5 oder Democratic Karen Benevolent Army genannt) schlossen sich der neuen Gruppierung an, was zu Widerstand der KNU-Führung führte. In den folgenden Monaten kam es zu Gefechten der KNDO und der KNLA einerseits und der KTLA andererseits, obwohl die rivalisierenden Gruppen versuchten, sich aus den Weg zu gehen. Andererseits verbündete sich die KTLA mit Truppen der People’s Defence Forces der Exilregierung von Myanmar, genannt National Union Government (NUG). Die KTLA gilt seit 2022 als eine der aggressivsten EAO und beteiligte sich 2023 an Operationen im Bereich der KNLA 7. Brigade in Myawaddy. Besonders Einheiten der Border Guard Force (BGF) wurden Ziel ihrer Operationen. Im März und April 2023 waren Einheiten der KTLA an der Stürmung der chinesischen Megacity Shwe Kokko maßgeblich beteiligt. Am 10. April 2023 erklärte die KTLA, dass Shwe Kokko ein Ort für kriminelle Geschäfte sei und die Zentralregierung finanzieren würde. Shwe Kokko würde dem Karen-Staat schaden. Deswegen würden sie die Stadt angreifen. Über die tatsächliche Truppenstärke der KTLA konnten 2023 keine Angaben gemacht werden, da PDF-Einheiten der KTLA unterstellt wurden.

## Verwechslungsgefahr
Die Kawthoolei Army darf nicht mit dem Begriff Kawthoolei Armed Forces verwechselt werden. Bei den Kawthoolei Armed Forces handelt es sich um einen Versuch der KNU, alle EAOs der Karen unter einem Namen, einem Kommando unter Führung der KNU zu vereinen. So benutzten Einheiten der 5. Brigade der DKBA 2022 das Abzeichen der Kawthoolei Armed Forces.